# سیارک ۹۴۸۴
سیارک ۹۴۸۴ (به انگلیسی: 9484 Wanambi، نامگذاری:4590P-L) نه هزار و چهارصد و هشتاد و چهارمین سیارک کشف شده‌است که در ۲۴ سپتامبر ۱۹۶۰ کشف شد.
قدر مطلق سیارک برابر ۱۴٫۰۰ است.